# Червоный Став (Харьковская область)
Черво́ный Став (укр. Червоний Став) — село в Изюмском сельсовете Боровского района Харьковской области.
Код КОАТУУ — 6321082012. Население по переписи 2001 года составляет 9 человек (5 мужчин, 4 женщины).

## Географическое положение
Село Червоный Став находится на расстоянии в 2 км от сёл Изюмское, Степовое и Дружелюбовка. В селе есть небольшой пруд.

## История
- 1685 — дата основания.